# Герман V (маркграф Бадена)
Герман V Баденский (нем. Hermann V. von Baden; 1180 — 16 января 1243) — маркграф Бадена с 1190 года, титулярный маркграф Вероны. Сын Германа IV Баденского и Берты фон Тюбинген.

## Биография
После смерти отца (1190) наследовал ему вместе с братом Фридрихом (ум. 1217). Другой брат, Генрих, в 1212 году получил во владение Хахберг.
В 1217 году Герман V и Фридрих приняли участие в крестовом походе. В битве при Дамиетте Фридрих погиб, и Герман стал единственным правителем Бадена.
В 1219 году Герман V женился на Ирменгарде Рейнской, получив в приданое Пфорцхайм, и в качестве лена — Эттлинген. В 1227 году, после смерти тестя — Генриха I Рейнского, вместе с шурином Оттоном Баварским унаследовал Брауншвейг. Свою долю обменял у императора на Дурлах и право покупки Лауффена, Зинсхайма и Эппингена.
В 1226 году после смерти племянницы — Гертруды фон Дагсбург Герман и его брат Генрих унаследовали её владения. Поскольку на них были другие претенденты (графы Лейнинген), братья продали эти земли епископу Страсбурга Бертольду фон Теку. На свою долю от этой сделки Герман выкупил вышеупомянутые сеньории Лауффен, Зинсхайм и Эппинген.
В политической деятельности Герман V поддерживал короля Филиппа (1198—1208), затем до 1212 — Оттона Брауншвейгского, с 1212 года — Фридриха II, которого сопровождал во многих походах.
Герман V был покровителем монастырей Маульбронн, Тенненбах, Херренальб, Зельц, Залем и Бакнанг. Его жена Ирменгарда основала монастырь Лихтенталь в современном Баден-Бадене, ставший усыпальницей для членов маркграфского рода.
В 1219 году Герман V пожаловал городские права Штутгарту, который в то время входил в его владения. Также при нём были основаны города Бакнанг и Безигхайм.

## Семья
В 1217 году Герман женился на пфальцграфине Ирменгарде Рейнской (ок. 1200 — 24 февраля 1260) — дочери пфальцграфа Генриха I (старшего сына Генриха Льва). Дети:
- Герман (ок. 1225—1250), герцог Австрии с 1248 года
- Рудольф (ок. 1230—1288) — маркграф Бадена с 1243 года
- Мехтхильда (ум. ок 1258), жена графа Ульриха I Вюртембергского
- Елизавета, жена графа Эберхарда V фон Эберштайна